# Беј Вју Гарденс (Илиноис)
Беј Вју Гарденс (енгл. Bay View Gardens) град је у америчкој савезној држави Илиноис.

## Демографија
По попису из 2010. године број становника је 378, што је 12 (3,3%) становника више него 2000. године.
| Група             | 2000.       | 2010.       |
| Белци             | 361 (98,6%) | 362 (95,8%) |
| Афроамериканци    | 1 (0,3%)    | 0 (0,0%)    |
| Азијати           | 0 (0,0%)    | 0 (0,0%)    |
| Хиспаноамериканци | 2 (0,5%)    | 9 (2,4%)    |
| Укупно            | 366         | 378         |